# Об'єднання українців в Америці «Самопоміч»
Громадська суспiльно-допомогова організація, заснована 3 жовтня у 1947 році в Нью Йорку новоприбулими до США українськими іммігрантами.
Об'єднання українців в Америці «Самопоміч» — це суспільно-допомогова організація, заснована у 1947 році в Нью-Йорку українськими іммігрантами. 
Метою діяльності є підтримка, об'єднання та розвиток української громади в США, зокрема через надання соціальної допомоги, організацію культурних і освітніх заходів, сприяння збереженню української мови та традицій, фінансову підтримку та захист інтересів українців в Америці.
Основні напрямки діяльності від 1947 року були:
- Організація дошкільних закладів, шкіл, будинків для літніх людей, підтримка студентських організацій.
- Заснування професійних секцій, які згодом стали окремими товариствами (учителів, студентів).
- Створення кредитових кооперативів (нині кредитних спілок) для фінансової допомоги членам спільноти.
- Видання журналу «Новий світ» (з 1950 року, пізніше — «Наш світ»).
- Підтримка українських шкіл у США та фінансова допомога українським освітнім закладам за кордоном.

Свого часу організація мала численні відділи у багатьох містах США, які об'єднували українців різних поколінь, і була одним із центральних координаційних ресурсів для новоприбулих та української громади загалом. Надаючи юридичну та соціальну підтримку, проводить тематичні заходи, освітні програми для дітей, організує зустрічі для літніх членів. «Самопоміч» також тісно співпрацює з українськими кредитними спілками як фінансовий фундамент для підтримки громади.
Ми прагнемо підтримувати нашу громаду ресурсами у сферах соціальної та культурної освіти, гуманітарних потреб, юридичних консультацій та інших!
Станом на 2025 Асоціація працює над збереженням, популяризацією та підвищенням обізнаності про українські сучасні події, історію, людей, мову та культуру. Наші заходи включають збори коштів, виставки, соціальні клуби та культурні заходи, а також семінари, консультації та заходи для спілкування, відкриті для всіх членів громади, де запрошенні спікери та громада діляться своїми досвідами. Наші послуги доступні для людей будь-якого віку!

### Проекти організації станом на 1 вересня 2025 року
- Школа Українознавства 
- Клуб "Діалог" 
- Клуб Сенйорів 
- Клуб Вихідного дня 
- Yara Arts Group 

##### Керівництво організації з квітня 2025 року:
Голова Управи - Тарас Кушнір 
Заступник Голови Управи - Лідія Слиш 
Адміністратор офісу - Соломія Козій
НАШІ ПАРТНЕРИ/OUR PARTNERS:
- Федеральна Кредитова Спілка “Самопоміч”
- Ресторан “Веселка”
- Культурний Центр “НАРОДНІ ПЕРЛИНИ”
- Українська Національна Федеральна Кредитна Спілка

Самопоміч (значення)